# السراق (أدوار)
السراق هو دُوَّار يقع بجماعة بني أحمد الشرقية، إقليم شفشاون، جهة طنجة تطوان الحسيمة في المملكة المغربية. ينتمي الدوّار لمشيخة أدوار التي تضم دوار واحد. يقدر عدد سكانه بـ 1040 نسمة حسب الإحصاء الرسمي للسكان والسكنى لسنة 2004.

## روابط خارجية
- البوابة الوطنية للجماعات الترابية
- المندوبية السامية للتخطيط